# بستر دریا

توپوگرافی کف دریاها و اقیانوس‌ها. مانند سطح روی زمین در زیر دریاها دره، بلندی و پستی وجود دارد.

بستر دریا یا کف دریا به سطح زیرین آبهای اقیانوس‌ها و دریاها گفته می‌شود.

## گسترش بستر اقیانوس
بستر و کف دریاها و اقیانوس‌ها معمولاً دارای ساختار مشابهی هستند و گسترش بستر اقیانوس پدیده‌ای است که در میانه کف اقیانوس‌ها و در قسمتی که شیار و پشته‌های کف اقیانوس‌ها وجود دارند، روی می‌دهد.